# Manzana de Lérida
La Manzana de Lérida o también Manzana de Lleida ó Maçana de Lleida (en catalán y oficialmente: Poma de Lleida) es un indicativo de calidad del tipo Productos de la Tierra otorgado en 2003 por la Generalidad de Cataluña a la producción de manzanas de las comarcas de poniente de Cataluña, Las Garrigas, La Noguera, Plana de Urgel, El Segriá y Urgel. Las variedades cultivares de manzano (Malus domestica) predominantes son: Gala, Delicious, Golden, Granny Smith y Reineta, complementadas con otras variedades de grupos como Elstar, Braeburn, Jonagold o Fuji.

## Historia
La producción de manzanas en las comarcas de poniente comenzó a finales del siglo XIX en el sur del Segriá, y recibió un impulso definitivo a la década de los 60 del siglo XX con el boom de fruticultura que experimentó el territorio. La entrada en la Comunidad Europea se aprovechó para realizar una profunda tecnificación en la producción y un fuerte desarrollo de la comercialización.
En 2011 el manzano ocupaba 7.004 ha de cultivo en la zona, con una producción total de 238.754 tn. La variedad Golden sigue siendo la más cultivada con un total de 4.143 ha el mismo año. En Lérida, se concentra más del 70% de la producción de manzana de Cataluña y la mitad de toda España.

## Características del cultivo
Se trabaja con unas rigurosas condiciones de cultivo y selección que hacen que gran parte de la producción corresponda a las categorías Extra y Primera, caracterizadas por calibres grandes, elevado nivel de azúcar, y técnicas de producción y conservación no agresivas y adaptadas las técnicas de Producción integrada, certificadas por el "Consejo Catalán de la Producción integrada". Deben llevar una etiqueta que garantice el origen geográfico.

Manzana de Lérida
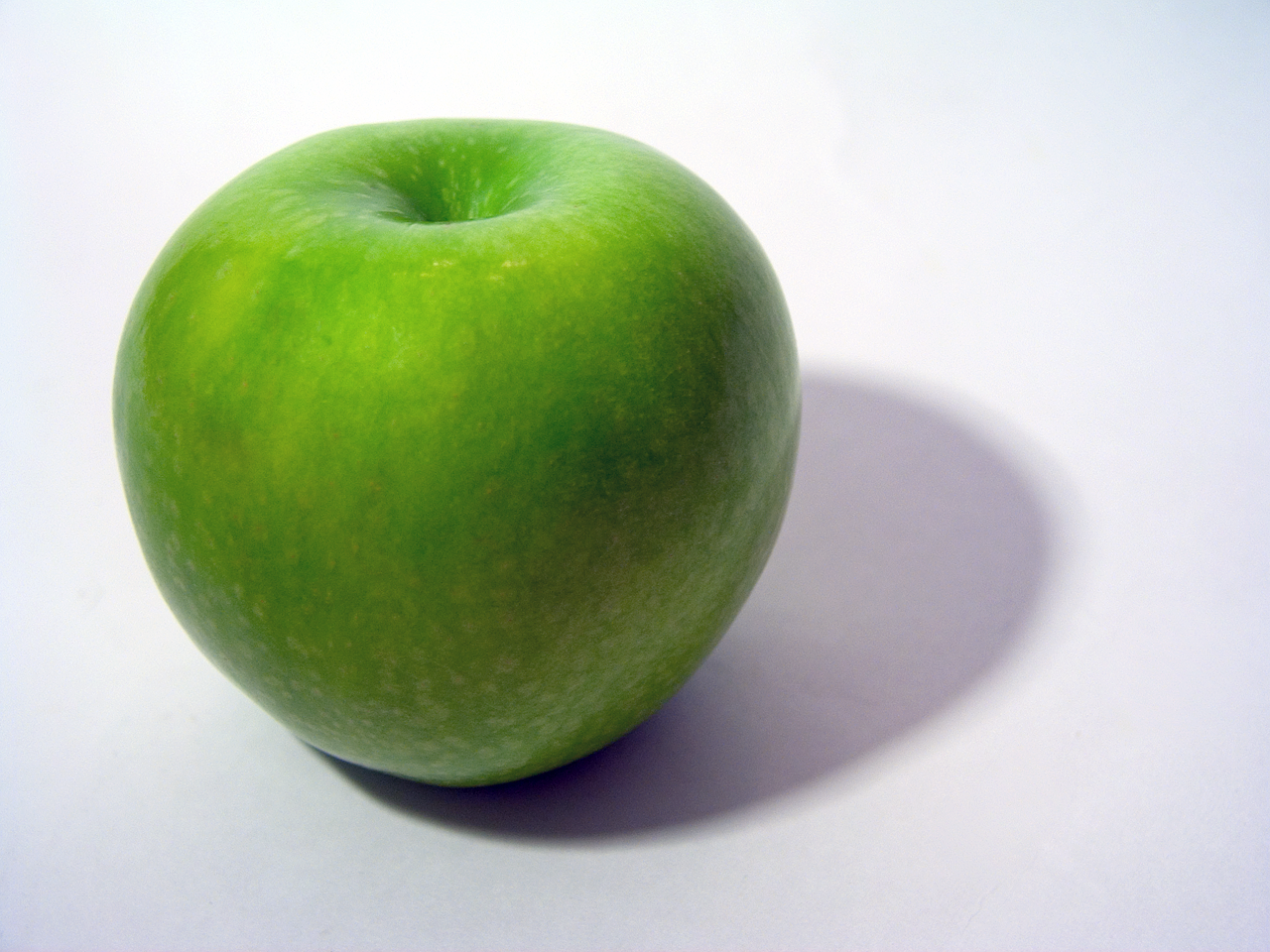
Granny Smith.
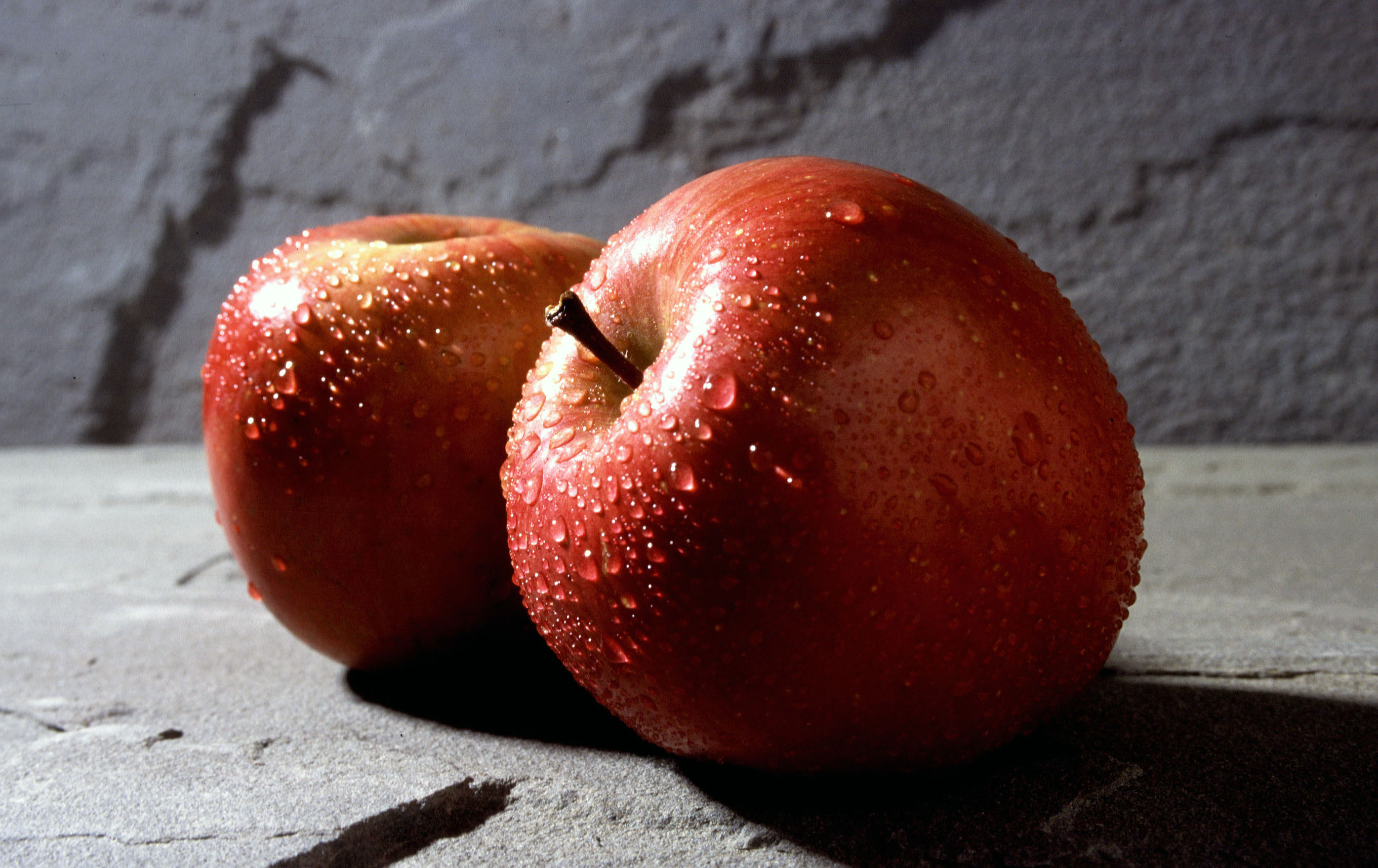
Fuji.
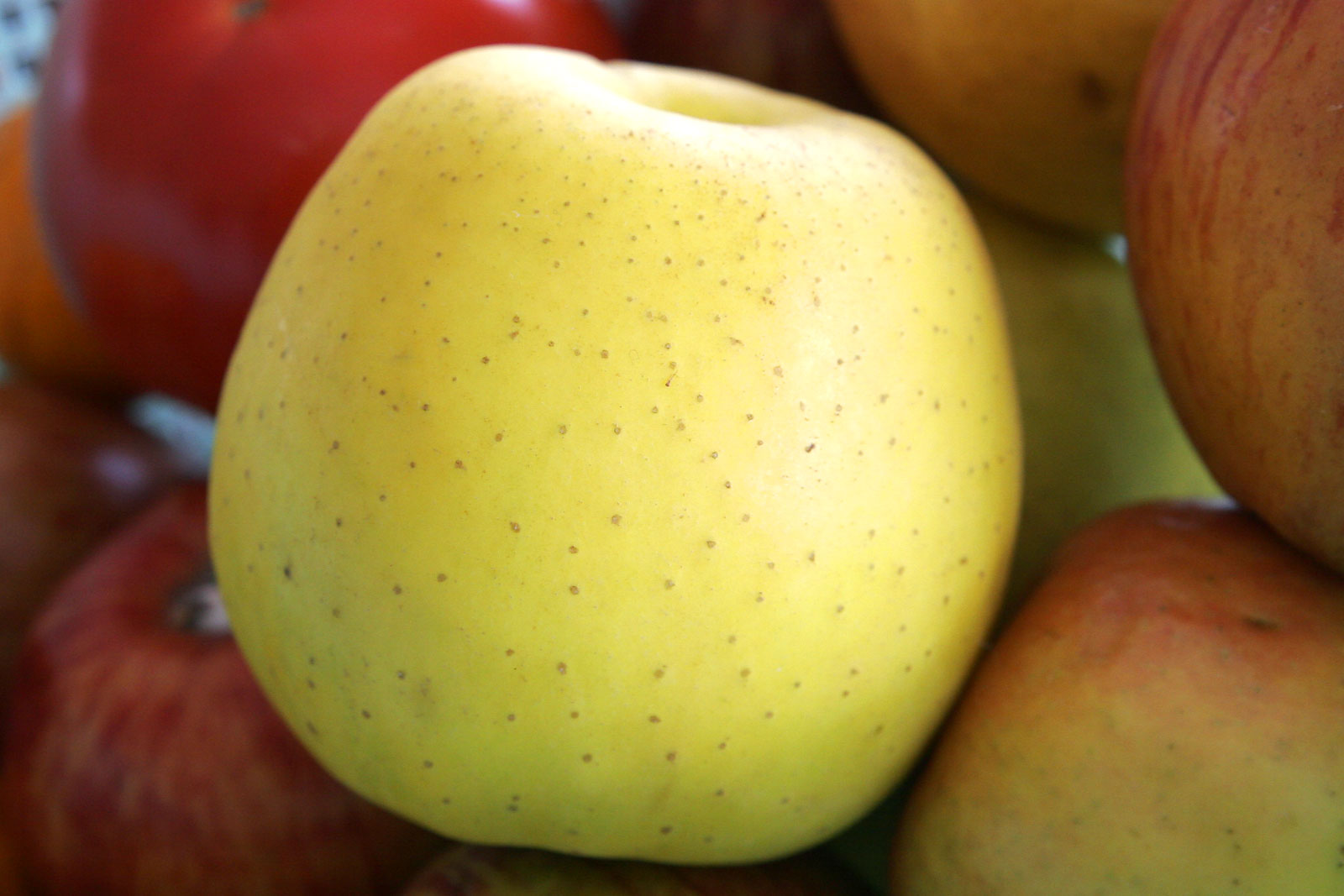
Golden Delicious.
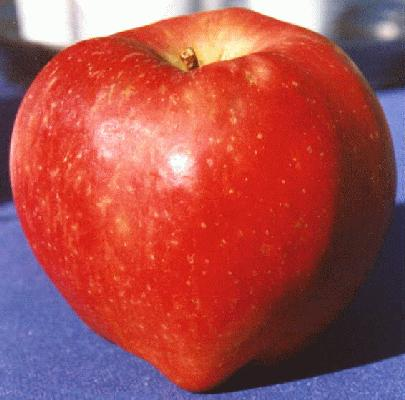
Red Delicious.
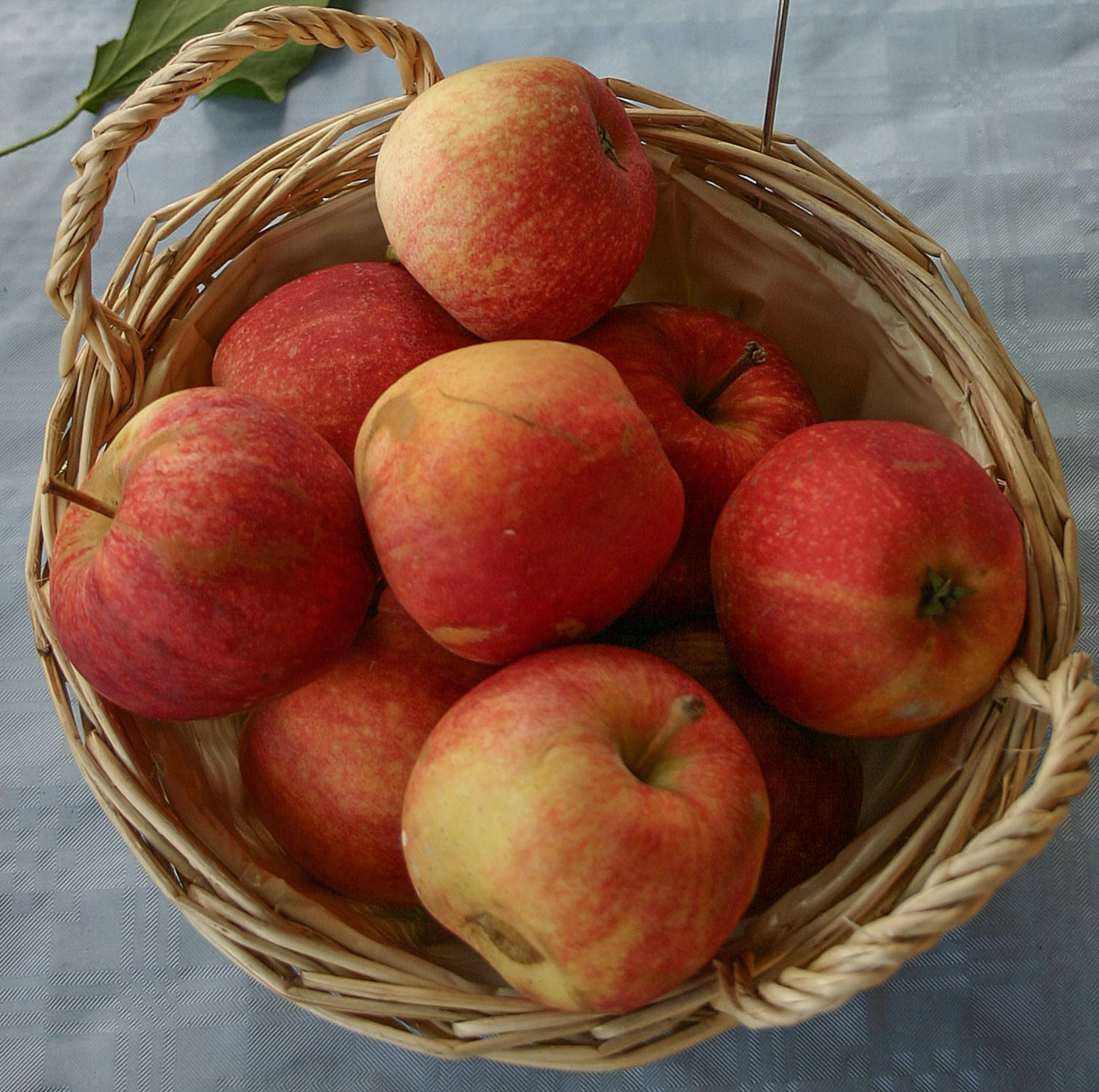
Gala.
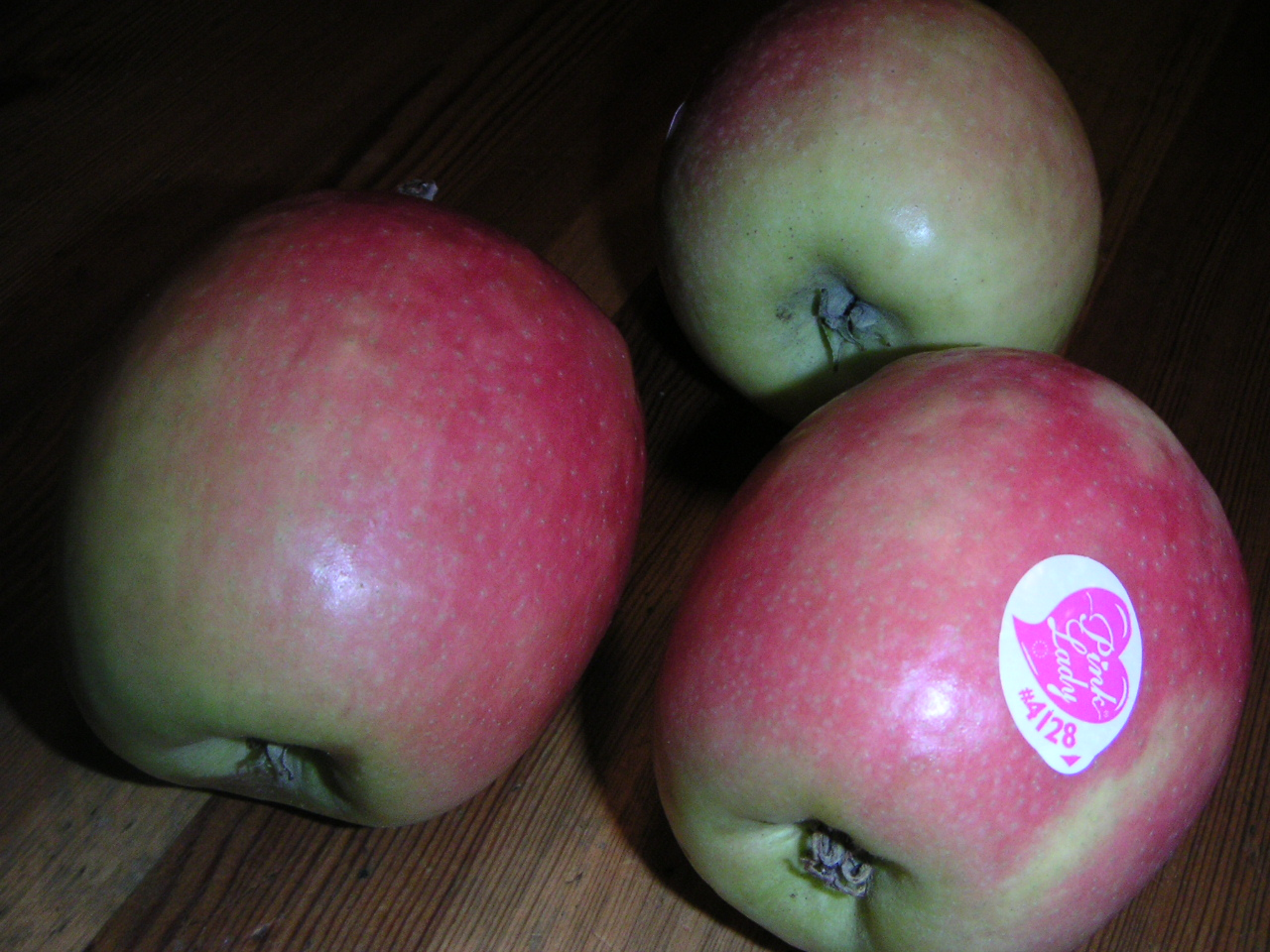
Pink Lady.
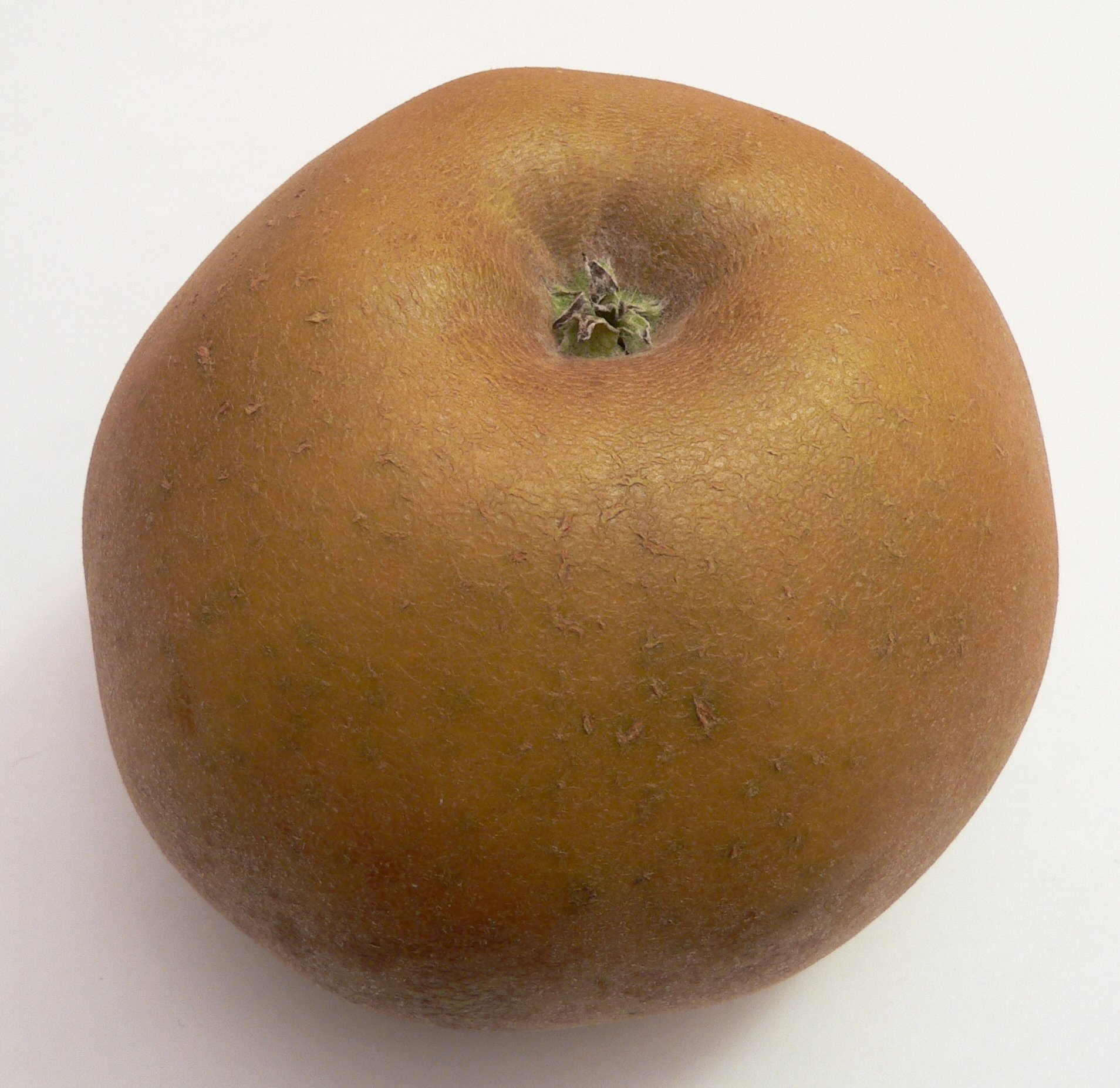
Reinette grise du Canada.
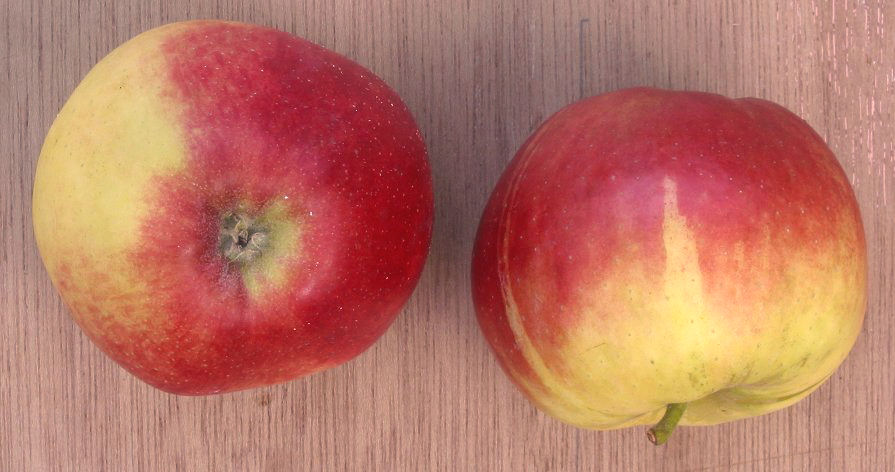
Elstar
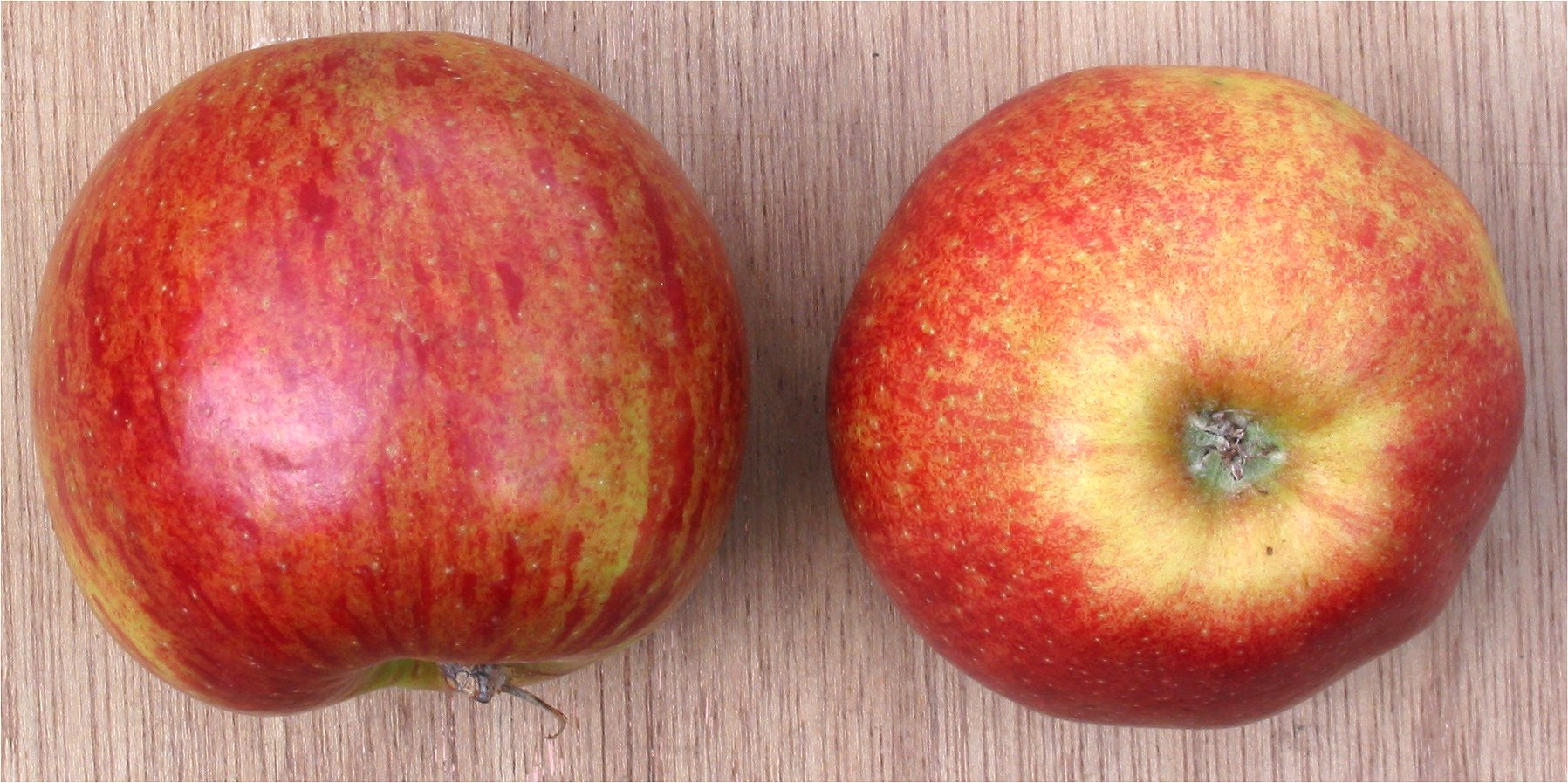
Jonagold.